# Kazimierz Fudakowski
Kazimierz Bogdan Fudakowski h. Dołęga (ur. 25 grudnia 1879?/6 stycznia 1880 w Holakach, zm. 3 listopada 1965 w Poznaniu) – polski ziemianin i polityk, senator II RP.

## Życiorys
Urodził się w rodzinie Kazimierza Floriana Fudakowskiego h. Dołęga (1831–1901) i Ludwiki Anastazji z Sariusz-Bielskich h. Jelita (1850–1889). Był bratem Bronisława Jana (1873–1938), Teresy Romualdy (1876–1964), Leona Włodzimierza (1878–1904) oraz Julii Marii, Heleny Róży, Jadwigi Wandy i Stefana.
W 1918 został wybrany członkiem Rady Stanu. Był prezesem Centralnego Towarzystwa Rolniczego, Związku Ziemian, Rady Naczelnej Organizacji Ziemiańskich oraz Zrzeszenia Związków Właścicieli Lasów. Członek Rady Głównej Centralnego Towarzystwa Organizacji i Kółek Rolniczych od 1934 roku. Pełnił ponadto m.in. funkcję delegata rządu do Międzynarodowego Instytutu Rolniczego w Rzymie, prezesa Polsko-Francuskiej Izby Rolniczej oraz senatora II RP w latach 1935–1939, powołany przez prezydenta. Jako senator wnioskował o wprowadzenie kary chłosty zamiast drobnych kar więziennych. W 1934 ufundował szkołę powszechną oraz sanatorium dla dzieci, otwarte uroczyście przez prezydenta Mościckiego. 
W czasie okupacji niemieckiej był trzykrotnie aresztowany, więziony w Zamościu i Lublinie. 
Był ostatnim właścicielem pałacu i majątku ziemskiego w Krasnobrodzie, który utracił na mocy dekretu o reformie rolnej z 1944. Po wojnie był krótko więziony w 1950 przez Urząd Bezpieczeństwa. Od 1951 do śmierci mieszkał w Poznaniu, utrzymując się m.in. z tłumaczenia z języka francuskiego i niemieckiego dla Wyższej Szkoły Rolniczej w Poznaniu.
Był mężem Marii z Kicińskich h. Rogala (1889–1973), z którą miał syna Jerzego (1912–1995) i dwie córki: Różę (1913–1995) i Krystynę (ur. 1917), drugą żonę Witolda Sokolnickiego.
Zmarł 3 listopada 1965. Spoczywa razem z żoną na cmentarzu Junikowo w Poznaniu (pole 11 kwatera A-9-22).

## Ordery i odznaczenia
- Krzyż Komandorski z Gwiazdą Orderu Odrodzenia Polski (7 listopada 1925)[8]
- Krzyż Komandorski Orderu Odrodzenia Polski (2 maja 1924)[9][10]
- Krzyż Wielki Orderu Świętego Stefana (Węgry)[11]
- Krzyż Komandorski z Gwiazdą Orderu Korony Rumunii (Rumunia)[11]
- Krzyż Komandorski z Gwiazdą Orderu Lwa Białego (Czechosłowacja)[11]
- Krzyż Komandorski Orderu Legii Honorowej (Francja)[11]
- Krzyż Komandorski Orderu Danebroga (Dania, 1925)[12]

## Upamiętnienie
Rada Gminy uhonorowała Kazimierza Bogdana Fudakowskiego tytułem „Honorowy Obywatel Gminy Krasnobród”.
W 2008 na budynku sanatorium w Krasnobrodzie odsłonięto pamiątkową tablicę poświęconą działalności społecznej senatora Kazimierza Fudakowskiego i jego żony.